# Gordon Spice
Gordon Spice (ur. 18 kwietnia 1940 w Londynie, zm. 10 września 2021) – brytyjski kierowca wyścigowy.

## Życiorys
Spice rozpoczął karierę w międzynarodowych wyścigach samochodowych w 1968 roku od startów w dywizji 2 European Touring Car Championship. Z dorobkiem jednego punktu uplasował się na 46 pozycji w klasyfikacji generalnej. W późniejszych latach Brytyjczyk pojawiał się także w stawce British Saloon Car Championship, Formula 1 BRDC International Trophy, Brytyjskiej Formuły 5000, Formula 1 Victory Race, XVIII International Gold Cup, Gran Premio de la Republica Argentina, Rothmans 50,000, French Touring Car Championship, British Touring Car Championship, World Challenge for Endurance Drivers, SMMT Motor Show Trophy, World Championship for Drivers and Makes, World Championship for Drivers and Makes, IMSA Camel Lights, FIA World Endurance Championship, Australian Endurance Championship, European Endurance Championship, IMSA Camel Lights, World Sports-Prototype Championship oraz 24-godzinnego wyścigu Le Mans.